# Plesso venoso uterino
Il plesso venoso uterino è un'intricata struttura venosa che accoglie il sangue refluo proveniente dall'utero e che si anastomizza con i vasi ovarici e con il plesso venoso vaginale.

## Anatomia
Il plesso venoso uterino decorre lungo i margini laterali dell'utero ed è accolto  all'interno dei foglietti che compongono il legamento largo dell'utero. Il plesso venoso uterino confluisce nella sua porzione inferiore nelle vene uterine, all'altezza della giunzione utero-vaginale.